# Meioneta fabra
Meioneta fabra là một loài nhện trong họ Linyphiidae.
Loài này thuộc chi Meioneta. Meioneta fabra được Eugen von Keyserling miêu tả năm 1886.